# نداء بدوان
نداء بدوان (من مواليد 17 أبريل عام 1987م) هي فنانة فلسطينية من مواليد الإمارات العربية المتحدة. انتقلت نداء إلى غزة عندما كانت في الصف السادس، وأمضت عامًا تعمل في عمان بعد حصولها على شهادة الفنون الجميلة في إحدى الجامعات الفلسطينية.

## الحياة المهنية
اشتهرت نداء بدوان بعملها مائة يوم من العزلة، حيث قضت فترة طويلة من الوقت في خلق مساحة جميلة في غرفتها حيث يمكنها عزل نفسها والهروب من واقع غزة. تقول نداء إن العيش في مدينة فقدت فيها حقوقها الأساسية كإنسانة ألهمها لخلق عالم بديل في غرفتها. يتكون هذا المشروع من 25 صورة فوتوغرافية التُقطت في تلك الغرفة منذ 13 نوفمبر 2013 تصورها خلال عشرين شهرًا من المنفى الاختياري، والتي بدأت بعد تعرضها للإساءة من أعضاء حماس في غزة.
تخرجت نداء من كلية الفنون الجميلة في جامعة الأقصى بغزة. جعلتها قصتها المنشورة في مقابلة مع صحيفة نيويورك تايمز معروفة دوليًا، كما وردت قصتها في العديد من الصحف والمجلات وقنوات التلفزيون الأخرى من جميع أنحاء العالم مثل زي دي اف، وفرانس 24، وسكاي آرتي. انتقلت نداء بعد سنوات من العيش في فلسطين إلى جمهورية سان مارينو، حيث عملت أيضًا كأستاذة جامعية في جامعة التصميم في جمهورية سان مارينو. وتعيش الآن في إيطاليا.
جالت معارض نداء حول العالم؛ حيث أقامت بعد معرضها الأول في القدس، العديد من المعارض في إيطاليا، وسان مارينو، والدنمارك، وألمانيا، والولايات المتحدة، وإسبانيا، والإمارات العربية المتحدة. واختيرت في عام 2016 لجائزة الشرق الأوسط وشمال إفريقيا للفنون لعام 2016، وهي جائزة لأفضل 30 فنانًا في العالم العربي. كما كانت في عام 2017 متحدثة في مؤتمر اليونسكو الذي عُقد في قرطاج بتونس. وأدرجت بلدية مونتي غريمانو تيرمي بإيطاليا نداء مساحة عمل شخصية في المركز التاريخي لهذه المدينة الصغيرة، والذي أصبح هذا المكان غرفتها الجديدة. افتُتح المكان بحضور العديد من الشخصيات الهامة، بما في ذلك قنصل فلسطين في إيطاليا.

## روابط خارجية
- موقع الويب الرسمي: www.nidaabadwan.art.
- معرض عبر هافينغتون بوست.